# (187125) Marxgyörgy
(187125) Marxgyörgy est un astéroïde de la ceinture principale.

## Description
(187125) Marxgyörgy est un astéroïde de la ceinture principale. Il fut découvert le 31 août 2005 à Piszkéstető par Krisztián Sárneczky et Zoltán Kuli. Il présente une orbite caractérisée par un demi-grand axe de 2,63 UA, une excentricité de 0,08 et une inclinaison de 15,6° par rapport à l'écliptique.

## Compléments